# Antartide argentina
L'Antartide Argentina (Antártida Argentina in spagnolo) è una regione della Terra di Graham dell'Antartide che l'Argentina rivendica come parte del suo territorio nazionale in contrasto con il trattato Antartico. La regione, che comprende la penisola Antartica e una sezione triangolare che arriva fino al Polo sud, è delimitata dai meridiani 25° ovest e il meridiano 74° ovest, e si trova tra la latitudine 60° sud e il Polo sud. 

## Organi di controllo

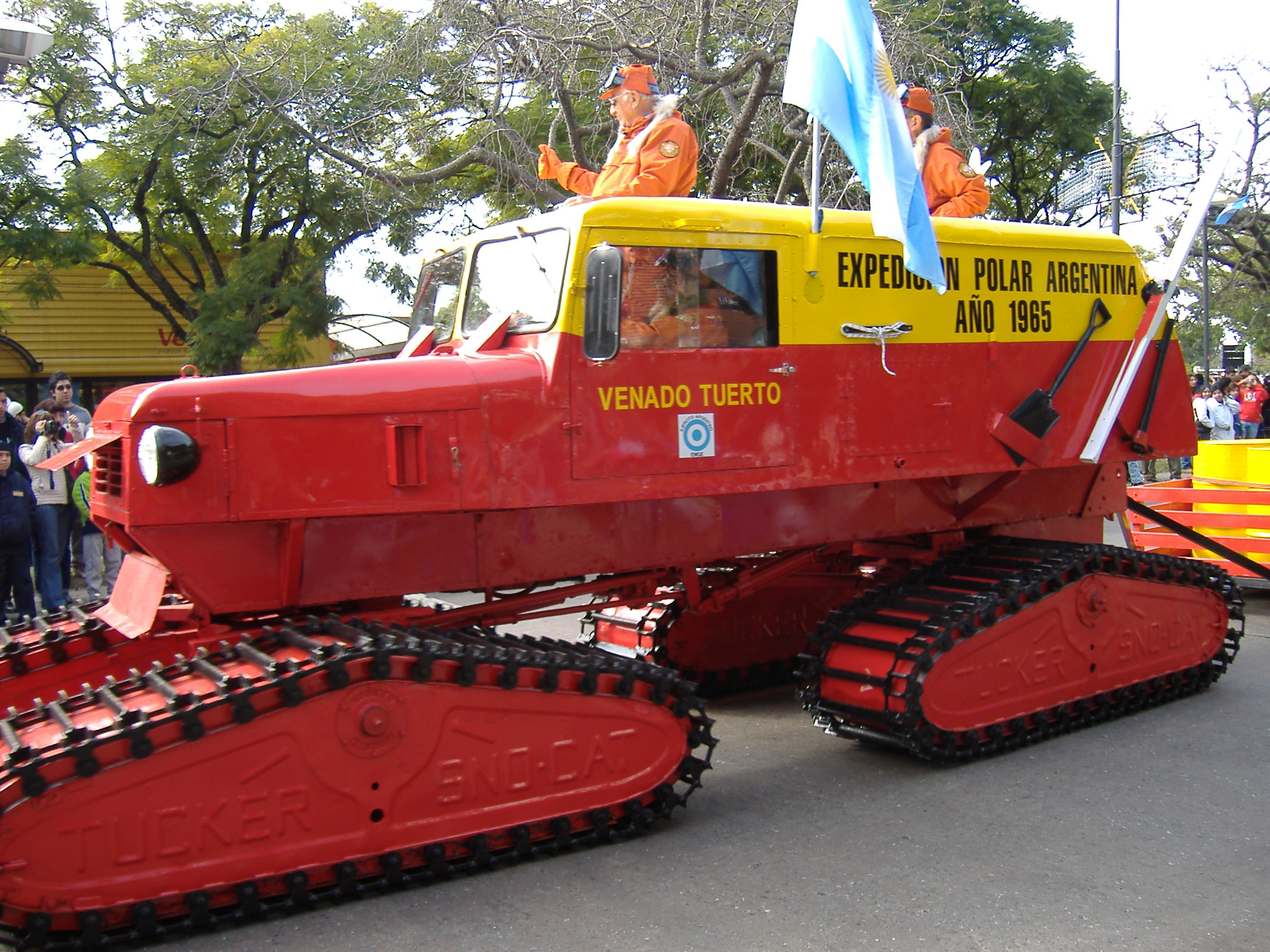
Il mezzo usato nella prima spedizione argentina in Antartide del (1965)

La legislazione nazionale inquadra l'Antartide Argentina come un dipartimento della Provincia di Terra del Fuoco, Antartide e Isole dell'Atlantico del Sud: tale normativa è comunque considerata nulla e invalida dalla comunità internazionale.
Le autorità provinciali risiedono a Ushuaia e il governatore nomina un suo delegato per la zona dell'Antartide Argentina, che rappresenta l'autorità civile.

## Altre rivendicazioni
Parti del territorio sono inoltre rivendicate rispettivamente dal Cile e dal Regno Unito.
Secondo il governo dell'Argentina, le proprie rivendicazioni sarebbero de iure più giustificate di quelle britanniche e cilene, in quanto la prima base permanente, ancora esistente, in Antartide è proprio quella Argentina.. Le altre potenze rivendicatarie (Francia, Australia, Nuova Zelanda, Norvegia e Regno Unito) non riconoscono la rivendicazione argentina, in quanto si sovrappone in larga parte con la rivendicazione britannica.

## La prima nascita in Antartide
Vi sono vari argentini nati in Antartide: Emilio Marcos Palma è il primo essere umano nato in Antartide nel gennaio 1978, presso la Base Esperanza, tant'è che è stato battezzato "Il bebè antartico".